# Saint-May

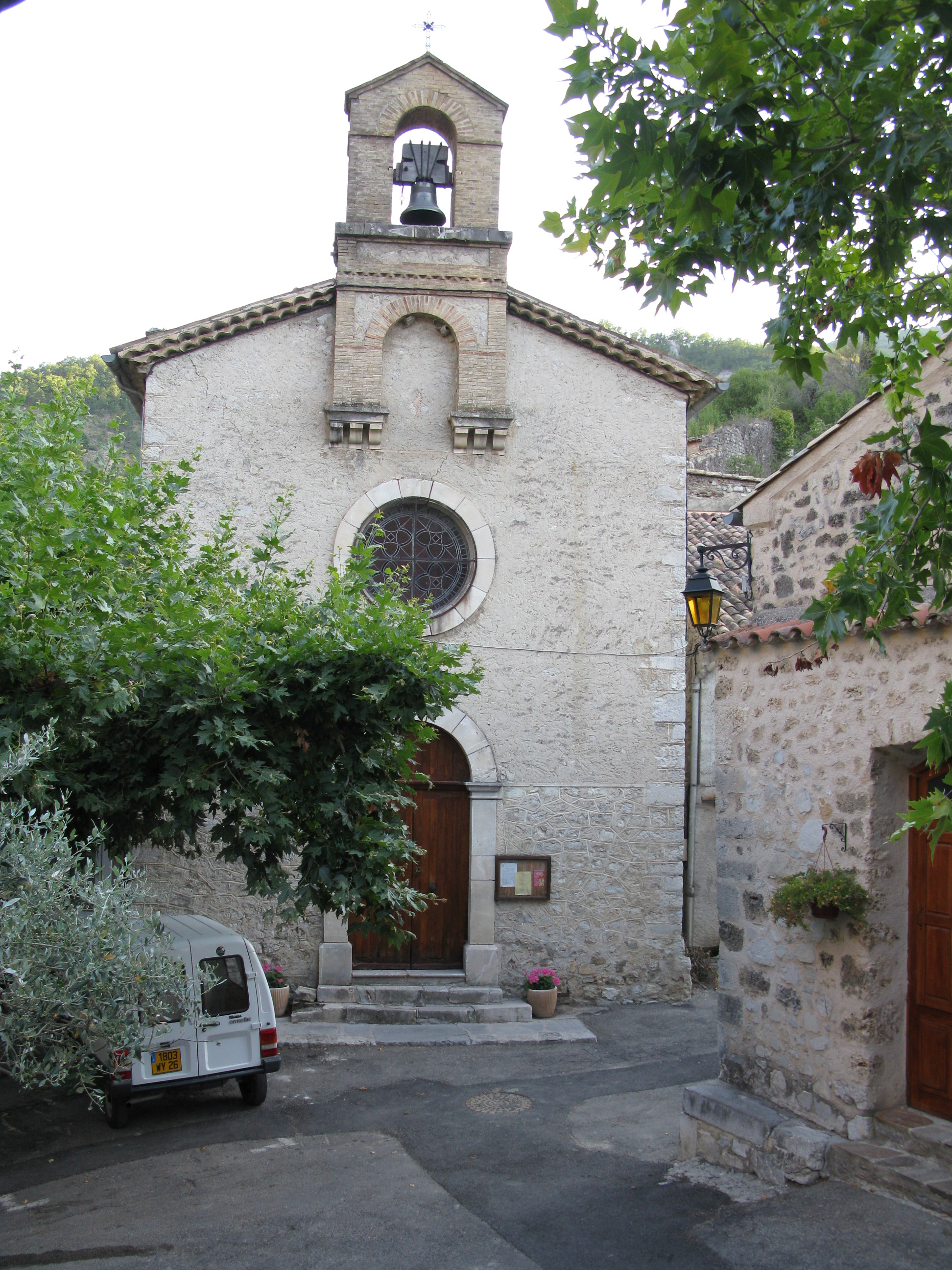
Kościół w Saint-May, 2012

Saint-May – miejscowość i gmina we Francji, w regionie Owernia-Rodan-Alpy, w departamencie Drôme.
Według danych na rok 1990 gminę zamieszkiwały 44 osoby, a gęstość zaludnienia wynosiła 4 osoby/km² (wśród 2880 gmin regionu Rodan-Alpy Saint-May plasuje się na 1573. miejscu pod względem liczby ludności, natomiast pod względem powierzchni na miejscu 1049.).